# Saint-Georges-de-Bohon
Saint-Georges-de-Bohon is een plaats en voormalige gemeente in het Franse departement Manche in de regio Normandië en telt 428 inwoners (1999). De plaats maakt deel uit van het arrondissement Saint-Lô.

## Geschiedenis
Op 1 januari 2016 fuseerde Saint-Georges-de-Bohon met Sainteny tot de commune nouvelle Terre-et-Marais.

## Geografie
De oppervlakte van Saint-Georges-de-Bohon bedraagt 14,1 km², de bevolkingsdichtheid is 30,4 inwoners per km².
De onderstaande kaart toont de ligging van Saint-Georges-de-Bohon met de belangrijkste infrastructuur en aangrenzende gemeenten.

## Demografie
Onderstaande figuur toont het verloop van het inwonertal (bron: INSEE-tellingen).